# 로프웨이이리구치 정류장
로프웨이이리구치 정류장(일본어: ロープウェイ入口停留場, ロープウェイいりぐちていりゅうじょう)은 일본 홋카이도 삿포로시 주오구에 위치한 삿포로 시 교통국(삿포로 시영 전차) 야마하나니시 선의 정류장이다. 정류장 번호는 SC10이다.
서쪽으로 500m 거리에 모이와야마 케이블카의 산록 역이 있고, 전용 셔틀 버스가 본 정류장 부근에 발착한다.

## 정류장 구조
2면 2선의 대향식 교차점을 사이로 남쪽에 니시 4초메 방면, 북쪽에 스스키노 방면 승강장이 있고 안전 지대가 설치되어 있다. 안전 지대에는 로드 히팅이 꾸며져, 역사가 설치되어 있다.

## 정류장 주변
- 모이와야마 케이블카 산록 역
- 모이와야마 케이블카 산록 역행 셔틀 버스 승강장
- 홋카이도 우정 연수원
- 삿포로 시립 후시미 초등학교

## 역사
- 1931년 11월 23일:[1]"미나미19조"의 명칭으로 정류장 개업(단선).
- 1950년 4월 17일: "니시센19조"로 변경.
- 1951년 10월 5일: 복선화.
- 1954년 9월 1일: "우정 연수소 앞"으로 변경.
- 1963년 7월 15일: "로프웨이이리구치"로 변경.
- 2001년 4월 1일: "로프웨이이리구치"로 히라가나 방식 표기 변경.
- 2015년 4월 1일: 정류장 번호 설정.

## 인접역
| 삿포로 시 교통국 ● 삿포로 시영 전차 야마하나니시 선 | 삿포로 시 교통국 ● 삿포로 시영 전차 야마하나니시 선 | 삿포로 시 교통국 ● 삿포로 시영 전차 야마하나니시 선 |
| --------------------------------------------------- | --------------------------------------------------- | --------------------------------------------------- |
| SC09 니시센16조 외선 순환                           | 시영 전철 운행 계통                                 | SC11 덴샤지교쇼마에 내선 순환                       |